# Brabantsche Yeesten

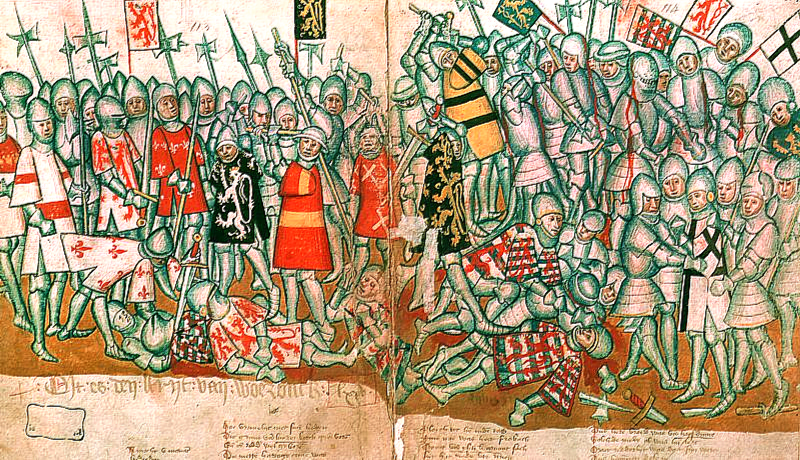
De slag bij Woeringen in 1288 uit een handschrift van de Brabantsche Yeesten in de Koninklijke Bibliotheek in Brussel (ms. IV 684, ca. 1440/1450).

De Brabantsche Yeesten of Gestes de Brabant zijn een vanaf de eerste helft van de 14e eeuw ontstane Rijmkroniek met meer dan 46.000 verzen. In vijf (later aangevuld tot zeven) boeken verhaalt het werk in het middelnederlands de geschiedenis van het hertogdom Brabant van het ontstaan tot in de late middeleeuwen en de heldendaden van de hertogen van Brabant. Auteur van de eerste vijf boeken is de stadsschrijver van Antwerpen Jan van Boendale (ca. 1280–ca. 1351). Het zesde en zevende boek ontstonden ongeveer honderd jaar later. De titel "Brabantsche Yeesten" werd door de dichter zelf aan het werk gegeven (boek I, vers 50). "Yeesten" (< Frans: gestes < Latijn: gesta) zijn daden of heldendaden.

## Totstandkoming en auteurschap

### Eerste tot vijfde boek
De eerste vijf boeken van de Brabantsche Yeesten werden tussen 1318 en ongeveer 1350 in opdracht van een Antwerpse patriciër geschreven. Ze omvatten 16.318 verzen en waren door Jan de Klerk in Antwerpen opgesteld, die als Jan van Boendale werd geïdentificeerd.
Volgens Stein kan de ontstaansgeschiedenis van het eerste deel als volgt samengevat worden:
- ca. 1316: eerste redactie, Boek I tot Boek V, v. 900.
- 1318: tweede redactie, Boek V, v. 900-1302.
- ca. 1324: derde redactie, Boek V, v. 1302-1504.  Het is waarschijnlijk dat hij in deze periode ook Boek IV heeft uitgebreid met passages uit Velthems Voortzetting van de Spiegel Historiael.
- ca. 1335: vierde redactie, vermoedelijk begonnen rond 1330.  Boek V, v. 1505-3910.
- ca 1348: vijfde redactie, Boek V, v. 3911-4954.

Boendale baseerde zich op meerdere bronnen, waaronder de Chronica de origine ducum Brabantiae (Kroniek van de afkomst van de hertogen van Brabant) uit 1294 en andere genealogieën van de hertogen van Brabant. Zijn hoofdbron was echter de Spieghel Historiael van Jacob van Maerlant, uit dewelke hij zijn eerste drie boeken haast woordelijk overnam.
Boendale zelf schrijft in zijn inleiding, dat hij de geschiedenis van de hertogen van Brabant waarheidsgetrouw wou weergeven. Dit zei hij met de volgende woorden: Daer bi hebbic mi ghenome ane / Dat ic die waerheit wille ontdecken. De Brabantse Zwaanriddersage doet hij net zoals Jacob van Maerlant als leugen af.
In het vijfde boek schreef Jan van Boendale over zijn eigen tijd. De kroniek vertegenwoordigt zonder twijfel het Brabantse standpunt en is niet als objectieve voorstelling van de feiten te gebruiken.

### Voortzetting: zesde en zevende boek
Het zesde en zevende boek met een voortzetting van de rijmkroniek tot in het jaar 1440 werden ongeveer honderd jaar later geschreven. Auteur en plaats van uitgave van het zesde (1432) en zevende boek (1440) zijn niet bekend. Historici hebben verschillende kandidaten voorgesteld, maar er bestaat geen consensus over het auteurschap van de Voortzetting. Henricus Pomerius en Ambrosius de Dynter (zoon van Emond de Dynter) werden als Voortzetters onwaarschijnlijk geacht. De suggestie dat Hennen van Merchtenen, verder alleen bekend als auteur van de Chronicke van Brabant (1415), wordt iets serieuzer genomen, maar kan evenmin op brede steun rekenen onder moderne historici (Robert Stein overwoog het kort, maar verwierp het idee). Remco Sleiderink stelde dat aannemelijk is dat de auteur van de laatste twee boeken behoorde tot de entourage van hertog Jan IV van Brabant en het zesde boek schreef in het 'wout van Sonyen' (Zoniënwoud); zodoende kwam Sleiderink uit bij Wein van Cotthem, die tussen 1402 en 1429 aan het Brabantse hof verkeerde en in een onbekende kapelaan was in de buurt van het Zoniënwoud.

## Inhoud en opbouw
In zijn eerste boek vertelt Boendale over de afstamming van de hertogen van Brabant van de Trojanen. Dan maakt hij een tijdssprong naar de Merovingen en de Pepiniden. Het eerste boek eindigt met de dood van Pepijn de Korte in 768. Het tweede boek is aan diens zoon Karel de Grote gewijd. In het derde boek komt Boendale tot de geschiedenis van Brabant. De nadruk ligt hier vooral op de figuur van Godfried van Bouillon, een van de aanvoerders van de Eerste Kruistocht. De hertogen van Nederlotharingen worden in het vierde boek behandeld: Godfried I, II en III van Leuven en Hendrik I, II en III van Brabant. Via deze heerser komt Boendale tot hertog Jan I, de overwinnaar in de slag bij Woeringen in 1288. Het vijfde en tevens laatste boek behandelt de regeringen van Jan I, II en III. Tot kort voor zijn dood werkte Boendale aan de kroniek en voegde nieuwe hoofdstukken toe.

## Bewaarde handschriften en drukken
De Brabantsche Yeesten zijn in verscheidene handschriften overgeleverd, waarvan er slechts vier de volledige tekst bevatten: de vijf boeken van de hand van Van Boendale en de twee toegevoegde boeken. Van de veertiende-eeuwse versie zijn slechts twee fragmentarische teksten bewaard gebleven. Het gros van de overgebleven handschriften dateert uit de tweede helft van de vijftiende eeuw. Het werk werd voor de eerste keer als wiegendruk gedrukt in 1498 door Roland van den Dorpe in Antwerpen. In 1512, 1518 en 1530 volgden er herdrukken door Jan van Doesborch, die de drukkerij van Roland van den Dorpe had overgenomen van diens weduwe. Vanaf 1839 werden ze door Jan Frans Willems en Jan-Hendrik Bormans opnieuw in drukvorm uitgegeven.
De Koninklijke Bibliotheek van België verwierf in 1970 door een ruil met het Algemeen Rijksarchief twee in de eerste helft van de 15e eeuw gedateerde handschriften van de Brabantsche Yeesten (ms. IV 684 en ms. IV 685). De beide handschriften op papier bieden de meest geactualiseerde tekst van alle handschriften. Het fragment ms. IV 684 omvat slechts boek vier en is met 69 opvallend realistische beelden geïllustreerd en daarmee het enige bewaard gebleven geïllustreerde handschrift van de Yeesten. De band ms. IV 685 met boek vijf bevat lege ruimte voor afbeeldingen, maar is niet geïllustreerd. De beide banden zijn vermoedelijk afkomstig uit de abdij van Affligem. Deze handschriften zijn de enige die een verwijzing naar "Jan van Antwerpen" als de originele auteur bevatten. Ze belanden in 1835 in het Rijksarchief door een schenking van de verzamelaar Pierre François Ghysel. Ze waren slechts door een gelukkig toeval aan vernietiging ontsnapt. De verzamelaar had deze namelijk van een tabakshandelaar gekocht, die voornemens was, de bladeren als inpakpapier te gebruiken.

## Illustrering

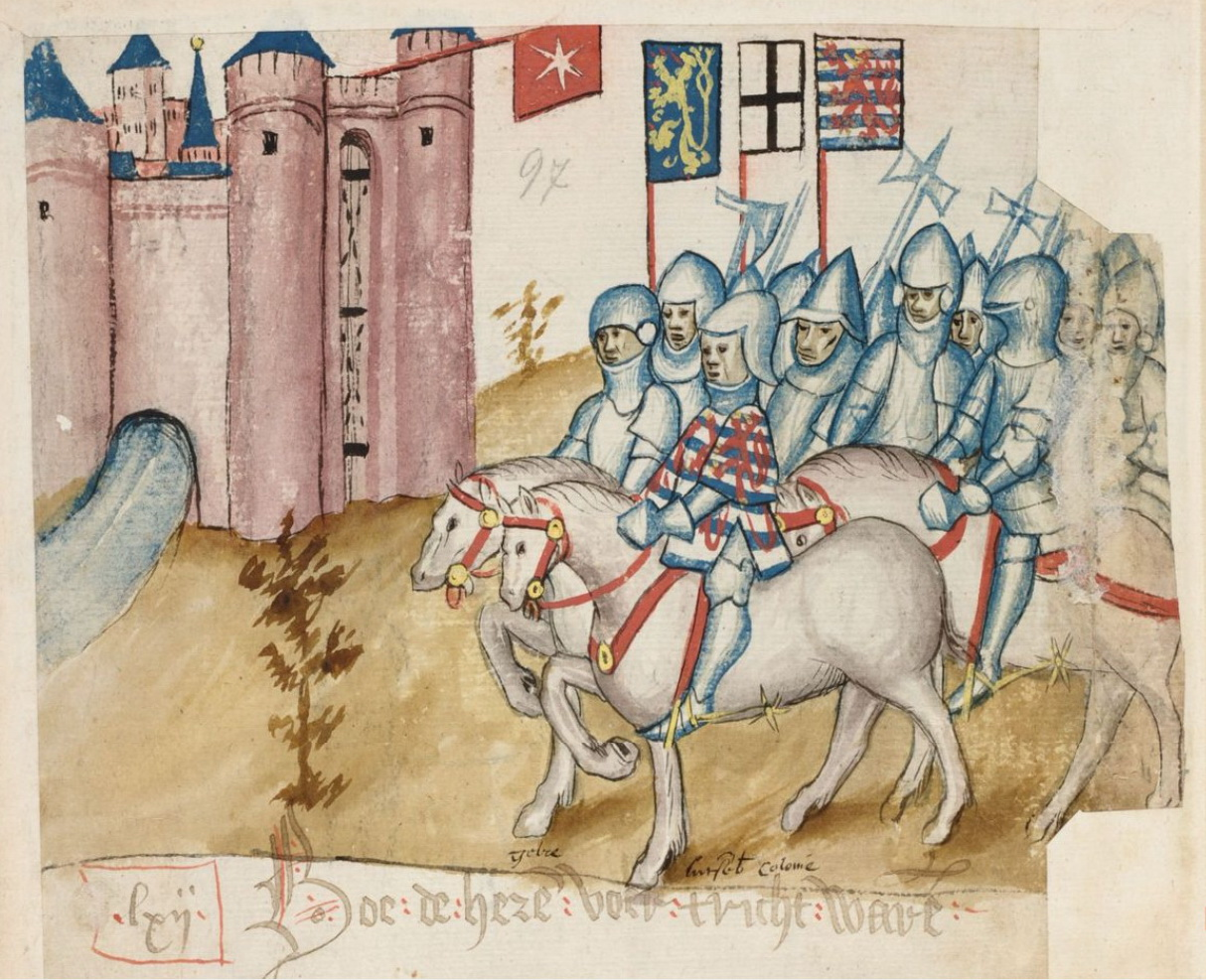
Gelderse, Keur-Keulse en Luxemburgse troepen voor de poorten van Maastricht tijdens de Limburgse Successieoorlog. Fantasie-weergave in Brabantsche Yeesten, 15e eeuw

Slechts één bewaard gebleven manuscript is geïllustreerd, namelijk een exemplaar van het vierde boek. De 69 ingekleurde tekeningen zijn merendeels geplaatst bij specifieke gebeurtenissen. De verschillende partijen kunnen worden geïdentificeerd aan hun kleding, of door de meegevoerde standaard. In beide gevallen verwijzen de kleuren naar land of soevereiniteit. Op die manier kon de illustrator vaak volstaan met een minimum aan figuren. Kleding of vlag stonden symbool voor gehele legers.